# (6252) Montevideo
(6252) Montevideo es un asteroide perteneciente al cinturón de asteroides, región del sistema solar que se encuentra entre las órbitas de Marte y Júpiter, más concretamente a la familia de Coronis descubierto el 6 de marzo de 1992 por el equipo del Uppsala-ESO Survey of Asteroids and Comets desde el Observatorio de La Silla, Chile.

## Designación y nombre
Designado provisionalmente como 1992 EV11. Fue nombrado Montevideo en homenaje a la capital de Uruguay y la ciudad de nacimiento de Gonzalo Tancredi, uno de los descubridores de este planeta menor. El significado del nombre proviene del hecho de que la ciudad está "vigilada" por una colina en forma de cuenco. Fundada en 1726 por la corona española para detener la expansión portuguesa, Montevideo tiene una larga tradición astronómica, comenzando en 1789 cuando se construyó el primer observatorio para estudiar un tránsito de Mercurio, cuyas observaciones fueron utilizadas por Urbain Le Verrier para descubrir el avance secular del perihelio de Mercurio. En 1955 se construyó el primer planetario de habla hispana en el mundo. Nombrado con motivo de la octava reunión regional latinoamericana de la IAU, celebrada en Montevideo en noviembre de 1995.

## Características orbitales
Montevideo está situado a una distancia media del Sol de 2,906 ua, pudiendo alejarse hasta 3,085 ua y acercarse hasta 2,726 ua. Su excentricidad es 0,061 y la inclinación orbital 3,139 grados. Emplea 1809,62 días en completar una órbita alrededor del Sol.

## Características físicas
La magnitud absoluta de Montevideo es 13,4. 